# Акварел
 Тази статия е за метода на рисуване.  За вокалната група вижте Акварел (дует).  За индийския филм вижте Акварел (филм).
Акварел (на италиански: acquerello, водни бои) е метод на рисуване, в който боите са изработени от пигменти, размиващи се в разтвор на водна основа. Акварел се нарича наполовина и полученото докрай произведение. Традиционната и най-често срещаната основа за акварели, към който боята се нанася, е хартията. Други материали, върху които може да се рисува с акварел, са папирусът, хартия от кора, пластмаса, пергамент или кожа, плат, дърво и брезент. Акварелната хартия е направена изцяло или частично от памук, който дава добра текстура и минимизира изкривяването на листа при мокрене. Водните бои са полупрозрачни и светят, защото пигментите са нанесени в чист вид с няколко пълнежа с няколко потъмнявания на пигментните цветове. Водните бои могат да станат матови и непрозрачни чрез добавяне на китайско бяло. В Източна Азия акварел с мастило е посочена като рисунка с туш или висяща рисунка. В китайската, корейската и японската живопис е доминиращ тушът в черно-бял и кафяв цвят. Индия, Етиопия и други страни също имат дълга традиция в рисуването на акварелни картини. Рисуването на акварелни бои с пръсти произхожда от Китай.

## История и представители
Акварелът е бил познат още в древността на китайците и египтяните. Древните китайци са рисували миниатюрите си с черни акварелни бои, приготвени от саждите на овъглени иглолистни дървета.
В Европа през Средновековието боите за фреските и стенописите са се правели също на водна основа. През Ренесанса акварелът е бил спомагателна живописна техника за рисуването на ескизи и проекти на творби, а като самостоятелен вид в живописта се развива едва през 17-18 век, първо в Англия и Франция. Първите английски акварелисти са Джоузеф Търнър, Ричард Парк Бонингтън, Джон Констабъл, Джон Козънс. Във Франция творят Жан Жерико и Оноре Домие и през 1880 година там е основано общество на художниците-акварелисти, а малко по-късно – и в Русия, където видни представители са Карл Брюлов, Иля Репин, Василий Суриков, Александър Иванов.
Някои от известните български акварелисти са Никола Маринов, Константин Щъркелов, Петър Младенов, Атанас Мацурев, Александър Телалим, Янко Янев, Илия Цоновски, Йордан Гешев, Васил Стоилов и други.

## Материали и пособия

### Избор на хартия
При избор на хартия да се обръща внимание на следното: хартията да е поне 250 – 300 гр., да попива добре, да има добра текстура, да има добър външен вид и най-важното – да не се деформира при рисуване с различните акварелни техники. Една нагъната хартия в резултат от акварелната обработка може да развали ефекта дори на най-добрата творба. За по-скъпи картини и за акрилни техники обикновено се ползва платно обработено с акрилен грунд.

## Акварелни похвати

### Мокро върху мокро
Представлява техника, която се изпълнява чрез навлажняване на целия лист или части от него с чиста вода и докато е мокър се нанасят цветове. Получават се разливания на петна. Техниката е по-скоро непрецизна.